# Bāgnān (ort i Indien, Hugli)
Bāgnān är en ort i Indien.   Den ligger i distriktet Hugli och delstaten Västbengalen, i den östra delen av landet, 1 300 km sydost om huvudstaden New Delhi. Bāgnān ligger 15 meter över havet och antalet invånare är 8 494.
Terrängen runt Bāgnān är mycket platt. Runt Bāgnān är det mycket tätbefolkat, med 1 361 invånare per kvadratkilometer. Närmaste större samhälle är Tarakeswar, 13,8 km väster om Bāgnān. Trakten runt Bāgnān består till största delen av jordbruksmark.